# Asaph Hall
Asaph Hall (15. října 1829 – 22. listopadu 1907) byl americký astronom, který se nejvíce proslavil objevem dvou marsovských měsíců Phobos a Deimos v roce 1877 a určil jejich oběžné dráhy. Zabýval se výpočty oběžných drah měsíců planet a dvojhvězd, stanovil periodu rotace planety Saturn, určil hmotnost Marsu.
Hall se narodil ve městě Goshen ve státě Connecticut v USA. Vyučil se tesařem, později se zapsal na vysokou školu (Central College ve městě New Hudson ve státě New York). V roce 1856 se oženil s Angelinou Stickneyovou.
Roku 1856 byl přijat na observatoř v Cambridge ve státě Massachusetts a stal se expertem na výpočet oběžných drah kosmických těles. Od roku 1862 pracoval jako asistent astronomie na americké námořní observatoři (US Naval Observatory) ve Washingtonu a během roku se stal profesorem.
V roce 1875 Hall dostal na starost 66 cm teleskop v US Naval Observatory, v té době největší čočkový dalekohled na světě. Pomocí tohoto dalekohledu objevil Phobos a Deimos. Všiml si také bílé skvrny na planetě Saturn, kterou použil k určení rotační periody planety. Roku 1884 studoval pozici eliptické oběžné dráhy Saturnova měsíce Hyperiona.

## Ceny a ohodnocení
Na jeho počest je na Měsíci a na marsovském měsíci Phobosu kráter, který nese jeho jméno - Hall. V roce 1879 získal Zlatou medaili Královské astronomické společnosti.